# Bernardino da Polenta
Bernardino da Polenta (... – Cervia, 22 aprile 1313) è stato un condottiero italiano, signore di Cervia dal 1297 fino alla sua morte. Era figlio di Guido I da Polenta.

## Biografia
Dal 1302 al 1305 intraprese la guerra a Cesena per il possesso di Cesenatico e nel 1303 combatté con Firenze nel Mugello. Nel 1308 fu per poco signore di Ferrara, in opposizione ad Azzo VIII d'Este.
Nel 1312 combatté a fianco del fratello Lamberto, signore di Ravenna e di Roberto d'Angiò, contro l'imperatore Enrico VII.

## Discendenza
Bernardino sposò  nel 1275 Maddalena Malastesta di Rimini. Dall'unione nacquero:
- Guglielmo (?-1340), religioso;
- Franceschina, monaca;
- Ostasio (?-1346), suo successore;
- Polentesia, monaca.

Ebbe anche un figlio naturale, Caffone (?-1360)